# Psychotria
Psychotria, veliki rod od preko 1 500 vrsta grmova, rjeđe drveća, lijana i polugrmova. Pripoada porodici broćrevki i dio je tribusa Psychotrieae.
Rod je raširen po južnoj i jugoistočnoj Aziji, Africi, Australiji, Južnoj i Srednjoj Americi s Meksikom i Antilima.

## Vrste
1. Psychotria abdita Standl.
2. Psychotria aborensis Dunn
3. Psychotria abouabouensis (Schnell) Verdc.
4. Psychotria abrahamii Razafim. & B.Bremer
5. Psychotria acreana K.Krause
6. Psychotria acuminatissima Elmer
7. Psychotria acunae Borhidi, M.Fernández & Oviedo
8. Psychotria acutiflora DC.
9. Psychotria adafoana K.Schum.
10. Psychotria adamsonii Fosberg
11. Psychotria adenophylla Wall.
12. Psychotria aegialodes (Bremek.) A.P.Davis & Govaerts
13. Psychotria aemulans K.Schum.
14. Psychotria agamae Merr.
15. Psychotria aganosmifolia Craib
16. Psychotria aguilarii Standl. & Steyerm.
17. Psychotria alabatensis Sohmer & A.P.Davis
18. Psychotria alainii Acuña & Roíg
19. Psychotria alaotra Razafim. & B.Bremer
20. Psychotria alaotrensis Bremek.
21. Psychotria alatipes Wernham
22. Psychotria alba Ruiz & Pav.
23. Psychotria albicaulis Scott Elliot
24. Psychotria albomarginata Hallier f.
25. Psychotria alegre (Standl.) ined.
26. Psychotria alemquerensis Huber
27. Psychotria alfaroana Standl.
28. Psychotria alibertioides Wernham
29. Psychotria alluviorum K.Krause
30. Psychotria alpestris Urb. & Ekman
31. Psychotria alsophila K.Schum.
32. Psychotria alticola Steyerm.
33. Psychotria altiplanensis Standl. ex Steyerm.
34. Psychotria alto-macahensis M.Gomes
35. Psychotria alzapaniensis Sohmer & A.P.Davis
36. Psychotria amaracarpoides (Merr.) Merr.
37. Psychotria ambohimitombensis Bremek.
38. Psychotria ambongensis (Bremek.) A.P.Davis & Govaerts
39. Psychotria amboniana K.Schum.
40. Psychotria amieuensis Guillaumin
41. Psychotria ammericola Guillaumin
42. Psychotria ampla Müll.Arg.
43. Psychotria amplifrons Standl.
44. Psychotria amplissima Merr.
45. Psychotria amplithyrsa Valeton
46. Psychotria ampullacea A.C.Sm.
47. Psychotria anamallayana Bedd.
48. Psychotria anartiothrix Steyerm.
49. Psychotria ancaranensis (Bremek.) A.P.Davis & Govaerts
50. Psychotria anceps Kunth
51. Psychotria andaiensis Valeton
52. Psychotria andamanica Kurz
53. Psychotria andapae A.P.Davis & Govaerts
54. Psychotria andasibeensis Razafim. & B.Bremer
55. Psychotria andersonii Fosberg
56. Psychotria anderssoniana A.P.Davis & Govaerts
57. Psychotria andetrensis (Bremek.) A.P.Davis & Govaerts
58. Psychotria andevorantensis Bremek.
59. Psychotria andramontaensis A.P.Davis & Govaerts
60. Psychotria andriantiana A.P.Davis & Govaerts
61. Psychotria anemothyrsa K.Schum. & K.Krause
62. Psychotria angulata Korth.
63. Psychotria angustata Andersson
64. Psychotria angustibracteata (Verdc.) J.E.Burrows
65. Psychotria anisocephala Müll.Arg.
66. Psychotria anisophylla C.M.Taylor
67. Psychotria anjanaharibensis A.P.Davis & Govaerts
68. Psychotria anjouanensis A.P.Davis & Govaerts
69. Psychotria ankafinensis (K.Schum.) A.P.Davis & Govaerts
70. Psychotria ankarensis (Bremek.) Razafim. & B.Bremer
71. Psychotria ankasensis J.B.Hall
72. Psychotria antakaranensis Razafim. & B.Bremer
73. Psychotria antenniformis Steyerm.
74. Psychotria antsalovensis (Bremek.) A.P.Davis & Govaerts
75. Psychotria antsirananensis A.P.Davis & Govaerts
76. Psychotria apdavisiana W.N.Takeuchi
77. Psychotria apocynifolia A.Gray
78. Psychotria apodantha A.Gray
79. Psychotria apodocephala Standl.
80. Psychotria appendiculata Müll.Arg.
81. Psychotria aquatilis Merr. & L.M.Perry
82. Psychotria araiosantha A.C.Sm. & S.P.Darwin
83. Psychotria ararum C.M.Taylor
84. Psychotria arborea Hiern
85. Psychotria arborescens Elmer
86. Psychotria arbuscula Volkens
87. Psychotria archboldii Sohmer
88. Psychotria ardisioides Craib
89. Psychotria arenosa Müll.Arg.
90. Psychotria areolata C.M.Taylor
91. Psychotria argantha A.C.Sm.
92. Psychotria argentata Korth.
93. Psychotria arirambana Standl.
94. Psychotria aristeguietae Steyerm.
95. Psychotria armandii Razafim. & B.Bremer
96. Psychotria arnoldiana De Wild.
97. Psychotria aroensis Steyerm.
98. Psychotria artensis (Montrouz.) Guillaumin
99. Psychotria articulata (Hiern) E.M.A.Petit
100. Psychotria asae (Kuntze) ined.
101. Psychotria asekiensis Sohmer
102. Psychotria asiatica L.
103. Psychotria assimilis Bremek.
104. Psychotria atricaulis Fosberg
105. Psychotria atroviridis Ridl.
106. Psychotria atsinanana Razafim. & B.Bremer
107. Psychotria augagneurii Hochr.
108. Psychotria augustaflussiana W.N.Takeuchi
109. Psychotria aurantiocarpa Fosberg
110. Psychotria aurea Lauterb.
111. Psychotria auriculata C.Wright ex Griseb.
112. Psychotria auxopoda E.M.A.Petit
113. Psychotria avenis Pancher ex Prain
114. Psychotria avilensis Steyerm.
115. Psychotria awa C.M.Taylor
116. Psychotria axilliflora Merr. & L.M.Perry
117. Psychotria babatwoensis Cheek
118. Psychotria bagshawei E.M.A.Petit
119. Psychotria bahiensis DC.
120. Psychotria baillonii Schltr.
121. Psychotria bakeri Dwyer
122. Psychotria bakossiensis Cheek & Sonké
123. Psychotria baladensis (Baill.) Guillaumin
124. Psychotria balakrishnii Deb & M.G.Gangop.
125. Psychotria balancanensis C.W.Ham.
126. Psychotria balansae Pit.
127. Psychotria balbisiana DC.
128. Psychotria baldwinii O.Lachenaud
129. Psychotria balfouriana Verdc.
130. Psychotria baltenweckii Urb.
131. Psychotria banahaensis Elmer
132. Psychotria banaona Urb.
133. Psychotria bangladeshica M.Gangop. & Chakrab.
134. Psychotria bangueyensis Merr.
135. Psychotria bangweana K.Schum.
136. Psychotria barbatiloba Merr. & L.M.Perry
137. Psychotria barberi Gamble
138. Psychotria barensis K.Krause
139. Psychotria barkleyi Sohmer & A.P.Davis
140. Psychotria baronii (Bremek.) A.P.Davis & Govaerts
141. Psychotria bataanensis Elmer
142. Psychotria batangana K.Schum.
143. Psychotria bathieana A.P.Davis & Govaerts
144. Psychotria batopedina (Verdc.) Razafim. & B.Bremer
145. Psychotria baviensis Pit.
146. Psychotria bayombongensis Sohmer & A.P.Davis
147. Psychotria bealananensis Razafim. & B.Bremer
148. Psychotria beaufortiensis Valeton ex Sohmer
149. Psychotria beddomei Deb & M.G.Gangop.
150. Psychotria belamboi Razafim. & B.Bremer
151. Psychotria bemarahensis Razafim. & B.Bremer
152. Psychotria bemarivensis A.P.Davis & Govaerts
153. Psychotria berizokae (Bremek.) A.P.Davis & Govaerts
154. Psychotria bermejalensis Britton
155. Psychotria bernardii Steyerm.
156. Psychotria bernieri (Bremek.) Razafim. & B.Bremer
157. Psychotria berryi Wingf.
158. Psychotria beskeana Schltdl.
159. Psychotria betamponensis (Bremek.) A.P.Davis & Govaerts
160. Psychotria betotozafyi Razafim. & B.Bremer
161. Psychotria beyrichiana Müll.Arg.
162. Psychotria bhargavae M.Gangop. & Chakrab.
163. Psychotria bialata C.Wright ex Griseb.
164. Psychotria biaristata Bartl. ex DC.
165. Psychotria biaurita (Hutch. & Dalziel) Verdc.
166. Psychotria bidentata (Thunb. ex Schult.) Hiern
167. Psychotria bifaria Hiern
168. Psychotria biloba (Bremek.) Razafim. & B.Bremer
169. Psychotria bimbiensis Bridson & Cheek
170. Psychotria birchiana King & Gamble
171. Psychotria birotula L.B.Sm. & Downs
172. Psychotria bissei Borhidi & Oviedo
173. Psychotria bisulcata Wight & Arn.
174. Psychotria blydeniae O.Lachenaud & Jongkind
175. Psychotria bodenii Wernham
176. Psychotria boenyana (Bremek.) A.P.Davis & Govaerts
177. Psychotria bogotensis Standl.
178. Psychotria boholensis Merr. ex Sohmer & A.P.Davis
179. Psychotria boiviniana (Baill.) Razafim. & B.Bremer
180. Psychotria boivinii Bremek.
181. Psychotria boloboensis Valeton
182. Psychotria bonii Pit.
183. Psychotria boninensis Nakai
184. Psychotria bontocensis Merr.
185. Psychotria boquetensis Dwyer
186. Psychotria borbonica (J.F.Gmel.) Razafim. & B.Bremer
187. Psychotria borjensis Kunth
188. Psychotria bourailensis Guillaumin
189. Psychotria brachyandra Müll.Arg.
190. Psychotria brachyantha Hiern
191. Psychotria brachyanthema Standl.
192. Psychotria brachyanthoides De Wild.
193. Psychotria brachyblastus A.P.Davis & Govaerts
194. Psychotria brachyceras Müll.Arg.
195. Psychotria brachygyne Müll.Arg.
196. Psychotria brachylaena (Baill.) Guillaumin
197. Psychotria brachypoda (Müll.Arg.) Britton
198. Psychotria brachythrix A.C.Sm.
199. Psychotria brackenridgei A.Gray
200. Psychotria bradei Standl.
201. Psychotria brandneriana (L.Linden) Robbr.
202. Psychotria brassii Hiern
203. Psychotria brevicalyx Fosberg
204. Psychotria brevicaulis K.Schum.
205. Psychotria breviflora (Schltdl.) Müll.Arg.
206. Psychotria brevinodis Urb.
207. Psychotria brevipaniculata De Wild.
208. Psychotria brevipedunculata Müll.Arg.
209. Psychotria brevipuberula E.M.A.Petit
210. Psychotria brevistipula Urb.
211. Psychotria bridsoniae A.P.Davis & Govaerts
212. Psychotria brieyi De Wild.
213. Psychotria bristolii Whistler
214. Psychotria brittonii Oviedo & Borhidi
215. Psychotria broweri Seem.
216. Psychotria brucei Verdc.
217. Psychotria brunnea Schweinf. ex Hiern
218. Psychotria brunnescens Craib
219. Psychotria bryonicola Proctor
220. Psychotria buchii Urb.
221. Psychotria bugoyensis K.Krause
222. Psychotria bukaensis De Wild.
223. Psychotria bulilimontis W.N.Takeuchi
224. Psychotria bullata Seem.
225. Psychotria bullulata Bremek.
226. Psychotria buntingii Steyerm.
227. Psychotria burkillii Deb & M.G.Gangop.
228. Psychotria burmanica Deb & M.G.Gangop.
229. Psychotria butibumensis Sohmer
230. Psychotria byrsonimifolia Acuña & Roíg
231. Psychotria cabuyarensis Wernham
232. Psychotria cadigensis Merr.
233. Psychotria cagayanensis Merr.
234. Psychotria cajambrensis Standl. ex Steyerm.
235. Psychotria calceata E.M.A.Petit
236. Psychotria calciphila Steyerm.
237. Psychotria calderi Deb & M.G.Gangop.
238. Psychotria callensii E.M.A.Petit
239. Psychotria calliantha (Baill.) Guillaumin
240. Psychotria calocardia Standl.
241. Psychotria calocarpa Kurz
242. Psychotria calophylla Standl.
243. Psychotria calorhamnus (Baill.) Guillaumin ex Däniker
244. Psychotria calothyris (Bremek.) A.P.Davis & Govaerts
245. Psychotria calothyrsa (Baill.) Guillaumin
246. Psychotria calva Hiern
247. Psychotria calycosa A.Gray
248. Psychotria calyptrata C.M.Taylor
249. Psychotria cambodiana Pierre ex Pit.
250. Psychotria camerunensis E.M.A.Petit
251. Psychotria camptodroma Merr. & L.M.Perry
252. Psychotria camptopus Verdc.
253. Psychotria canalensis (Baill.) Guillaumin
254. Psychotria canarensis Talbot
255. Psychotria capensis (Eckl.) Vatke
256. Psychotria capillacea (Müll.Arg.) Standl.
257. Psychotria capitulifera Merr. & L.M.Perry
258. Psychotria capizensis Merr.
259. Psychotria capuronii A.P.Davis & Govaerts
260. Psychotria cardenasii Standl.
261. Psychotria cardiochlamys (Baill.) Schltr.
262. Psychotria cardiophylla Merr.
263. Psychotria carronis C.Moore & F.Muell.
264. Psychotria carstensensis Wernham
265. Psychotria carthagenensis Jacq.
266. Psychotria cascajalensis C.W.Ham.
267. Psychotria casiguraensis Sohmer & A.P.Davis
268. Psychotria castaneifolia E.M.A.Petit
269. Psychotria castaneopila Merr.
270. Psychotria castellana Müll.Arg.
271. Psychotria castroi Merr. & Quisumb. ex Sohmer & A.P.Davis
272. Psychotria catanduaniensis Sohmer & A.P.Davis
273. Psychotria catetensis (Hiern) E.M.A.Petit
274. Psychotria cathetoneura Urb.
275. Psychotria caudata M.Gomes
276. Psychotria cauligera C.M.Taylor
277. Psychotria celebica Miq.
278. Psychotria cephalidantha K.Schum.
279. Psychotria cephaloides A.P.Davis & Govaerts
280. Psychotria cephalophora Merr.
281. Psychotria ceratalabastron K.Schum.
282. Psychotria ceronii C.M.Taylor
283. Psychotria cerrocoloradensis Dwyer ex C.M.Taylor
284. Psychotria chagrensis Standl.
285. Psychotria chalconeura (K.Schum.) E.M.A.Petit
286. Psychotria chamelaensis C.M.Taylor & Dominguez-Lic.
287. Psychotria charlotteana Razafim. & B.Bremer
288. Psychotria chartacea Craib
289. Psychotria chasaliifolia Pit.
290. Psychotria chaunantha K.Schum. & Lauterb.
291. Psychotria cheathamiana Fosberg
292. Psychotria chimboracensis Standl.
293. Psychotria chiriquina Standl.
294. Psychotria chitariana Dwyer & C.W.Ham.
295. Psychotria chlorophylla Müll.Arg.
296. Psychotria chonantha (Gilli) Sohmer
297. Psychotria christarusselliae Sohmer & A.P.Davis
298. Psychotria christii Urb.
299. Psychotria christophersenii Whistler
300. Psychotria chrysantha Merr. & L.M.Perry
301. Psychotria chrysanthoides Sohmer
302. Psychotria chrysocarpa Merr. & L.M.Perry
303. Psychotria ciliolata Schltdl.
304. Psychotria cinerea De Wild.
305. Psychotria clarendonensis Urb.
306. Psychotria clavipes Müll.Arg.
307. Psychotria clivorum Standl. & Steyerm.
308. Psychotria closterocarpa A.Gray
309. Psychotria clusioides Proctor
310. Psychotria cochabambana C.M.Taylor
311. Psychotria cocosensis C.W.Ham.
312. Psychotria coelocalyx Urb.
313. Psychotria coeloneura Urb.
314. Psychotria coelospermum F.M.Bailey
315. Psychotria comorensis Bremek.
316. Psychotria comperei E.M.A.Petit
317. Psychotria comptonii S.Moore
318. Psychotria concolor Benth. & Oerst.
319. Psychotria condensa King & Gamble
320. Psychotria condensata Valeton
321. Psychotria condorensis Pierre ex Pit.
322. Psychotria confertiloba A.C.Sm.
323. Psychotria congesta Spreng. ex DC.
324. Psychotria conglobata Valeton
325. Psychotria conglobatioides Sohmer
326. Psychotria conglomeratiflora Sohmer & A.P.Davis
327. Psychotria conjugens Müll.Arg.
328. Psychotria connata Wall.
329. Psychotria conocarpa Bremek.
330. Psychotria consanguinea Müll.Arg.
331. Psychotria convergens C.M.Taylor
332. Psychotria cookei J.W.Moore
333. Psychotria copeensis De Wild.
334. Psychotria coptosperma (Baill.) Guillaumin
335. Psychotria cordata A.Gray
336. Psychotria cordatula Merr.
337. Psychotria cornejoi C.M.Taylor
338. Psychotria cornifer Wernham
339. Psychotria cornuta Hiern
340. Psychotria costata (Rusby) Standl.
341. Psychotria costatovenosa Schltdl.
342. Psychotria costivenia Griseb.
343. Psychotria coursii Bremek.
344. Psychotria crassicalyx K.Krause
345. Psychotria crassiflora Fosberg
346. Psychotria crassifolia Miq.
347. Psychotria crassipedunculata Sohmer
348. Psychotria crassipetala E.M.A.Petit
349. Psychotria crassiramula Sohmer
350. Psychotria crebrinervia Valeton
351. Psychotria crispipila Merr.
352. Psychotria crispulifolia (Bremek.) Razafim. & B.Bremer
353. Psychotria cristalensis Urb.
354. Psychotria croftiana Sohmer
355. Psychotria cromophila Oviedo & Borhidi
356. Psychotria cryptogrammata E.M.A.Petit
357. Psychotria cuernosensis Elmer
358. Psychotria cumanensis Humb. & Bonpl. ex Schult.
359. Psychotria cuneata Elmer
360. Psychotria cuneifolia DC.
361. Psychotria cuprea Ridl.
362. Psychotria cupularis (Müll.Arg.) Standl.
363. Psychotria cupulata Valeton
364. Psychotria cuspidella Miq.
365. Psychotria cutucuana C.M.Taylor
366. Psychotria cyanopharynx K.Schum.
367. Psychotria cyathicalyx E.M.A.Petit
368. Psychotria cyclophylla Urb.
369. Psychotria cylindrostipula Merr.
370. Psychotria dallachiana Benth.
371. Psychotria dalzellii Hook.f.
372. Psychotria daphnoides A.Cunn. ex Hook.
373. Psychotria darwiniana Cheek
374. Psychotria dasyophthalma Griseb.
375. Psychotria davidsmithiana C.M.Taylor
376. Psychotria decaryi Bremek.
377. Psychotria declieuxioides S.Moore
378. Psychotria decolor Drake ex Bremek.
379. Psychotria decorifolia S.Moore
380. Psychotria decumbens (Bremek.) A.P.Davis & Govaerts
381. Psychotria defretesiana (W.N.Takeuchi) W.N.Takeuchi
382. Psychotria deltata I.M.Turner
383. Psychotria densa W.C.Chen
384. Psychotria densicostata Müll.Arg.
385. Psychotria densifolia Stapf
386. Psychotria densinervia (K.Krause) Verdc.
387. Psychotria densivenosa Müll.Arg.
388. Psychotria denticulata Wall.
389. Psychotria dermatophylla (K.Schum.) E.M.A.Petit
390. Psychotria desirei Razafim. & B.Bremer
391. Psychotria deverdiana Guillaumin
392. Psychotria diegoae Borhidi
393. Psychotria dieniensis Merr. & L.M.Perry
394. Psychotria diffusa Merr.
395. Psychotria diffusiflora A.C.Sm.
396. Psychotria diminuta C.M.Taylor
397. Psychotria dimorphophylla K.Schum.
398. Psychotria dingalanensis Sohmer & A.P.Davis
399. Psychotria diospyrifolia Kaneh.
400. Psychotria diplococca Lauterb. & K.Schum.
401. Psychotria diploneura (K.Schum.) Bridson & Verdc.
402. Psychotria dipteropoda K.Schum. & Lauterb.
403. Psychotria dipteropodioides Sohmer
404. Psychotria direpta Wernham
405. Psychotria distichodoma (Bremek.) A.P.Davis & Govaerts
406. Psychotria distinctinervia A.P.Davis & Govaerts
407. Psychotria divergens Blume
408. Psychotria diversinodula (Verdc.) Verdc.
409. Psychotria djumaensis De Wild.
410. Psychotria dodoensis K.Krause
411. Psychotria dolichocalyx Urb. & Ekman
412. Psychotria dolichosepala Merr. & L.M.Perry
413. Psychotria dolphiniana Urb.
414. Psychotria dorotheae Wernham
415. Psychotria dressleri (Dwyer) C.W.Ham.
416. Psychotria dubia (Wight) Alston
417. Psychotria duckei Standl.
418. Psychotria dudleyi Steyerm.
419. Psychotria dura Griseb.
420. Psychotria durilancifolia Dwyer
421. Psychotria dwyeri C.W.Ham.
422. Psychotria ealaensis De Wild.
423. Psychotria earlei Urb.
424. Psychotria ebensis K.Schum.
425. Psychotria ebracteata Urb.
426. Psychotria ectasiphylla K.Schum. & Lauterb.
427. Psychotria edaphothrix Steyerm.
428. Psychotria edentata A.C.Sm.
429. Psychotria educta Standl.
430. Psychotria elachistantha (K.Schum.) E.M.A.Petit
431. Psychotria elegans Ridl.
432. Psychotria elephantina Lachenaud & Cheek
433. Psychotria elliotii Bremek.
434. Psychotria ellipsoidea Craib
435. Psychotria elliptica (Kunth) Humb. & Bonpl. ex Schult.
436. Psychotria elliptifolia Elmer
437. Psychotria elliptilimba Merr.
438. Psychotria elmeri Merr.
439. Psychotria elmeriana Hochr.
440. Psychotria elongatosepala (De Wild.) E.M.A.Petit
441. Psychotria eminiana (Kuntze) E.M.A.Petit
442. Psychotria enanilihensis Bremek.
443. Psychotria ermitensis Borhidi & Oviedo
444. Psychotria ernestii K.Krause
445. Psychotria erratica Hook.f.
446. Psychotria erythrocarpa Schltdl.
447. Psychotria erythropus K.Schum.
448. Psychotria esmeraldana C.M.Taylor
449. Psychotria euaensis M.Hotta
450. Psychotria eumorphanthus Fosberg
451. Psychotria euneura Miq.
452. Psychotria euosma I.M.Turner
453. Psychotria evenia C.Wright ex Griseb.
454. Psychotria evrardiana E.M.A.Petit
455. Psychotria exannulata Müll.Arg.
456. Psychotria exellii R.Alves, Figueiredo & A.P.Davis
457. Psychotria exigua (F.M.Bailey) Domin
458. Psychotria exilis A.C.Sm.
459. Psychotria expansissima K.Schum.
460. Psychotria exsculpta S.Moore
461. Psychotria faguetii (Baill.) Schltr.
462. Psychotria fambartiae Barrabé
463. Psychotria faramalala Razafim. & B.Bremer
464. Psychotria faucicola K.Schum.
465. Psychotria fauriei (H.Lév.) Fosberg
466. Psychotria febrifuga Poepp.
467. Psychotria felsspitziensis Valeton
468. Psychotria fendleri Standl.
469. Psychotria fenicis Merr.
470. Psychotria ferdinandi-muelleri Guillaumin
471. Psychotria fernandopoensis E.M.A.Petit
472. Psychotria filipes A.Gray
473. Psychotria fimbriatifolia R.D.Good
474. Psychotria fimbricalyx (Miq.) Boerl.
475. Psychotria fissicorne (Bremek.) Razafim. & B.Bremer
476. Psychotria fitzalanii Benth.
477. Psychotria flava Oerst. ex Standl.
478. Psychotria flavens Standl.
479. Psychotria flavida Talbot
480. Psychotria flaviramula Sohmer
481. Psychotria flaviventer Wernham
482. Psychotria fleuryi Pit.
483. Psychotria florencei Lorence & W.L.Wagner
484. Psychotria floribunda Kunth
485. Psychotria fluminensis Vell.
486. Psychotria fluviatilis Chun ex W.C.Chen
487. Psychotria foetens Sw.
488. Psychotria foetida Griseb.
489. Psychotria foliosa Hiern
490. Psychotria foremanii Sohmer
491. Psychotria formosa Cham. & Schltdl.
492. Psychotria fortuita Standl.
493. Psychotria fosteri C.W.Ham.
494. Psychotria foxworthyi Sohmer & A.P.Davis
495. Psychotria fractinervata E.M.A.Petit
496. Psychotria fractistipula L.B.Sm., R.M.Klein & Delprete
497. Psychotria fragrans (Gillespie) Fosberg
498. Psychotria frakei Sohmer & A.P.Davis
499. Psychotria franchetiana (Drake) Drake
500. Psychotria fraseri Ridl.
501. Psychotria fraterna Müll.Arg.
502. Psychotria friburgensis Standl.
503. Psychotria frodinii Sohmer
504. Psychotria frondosa S.Moore
505. Psychotria fruticetorum Standl.
506. Psychotria fuertesii Urb.
507. Psychotria fulvoidea King & Gamble
508. Psychotria furcans Fosberg
509. Psychotria fuscescens Craib
510. Psychotria fuscopilosa Schltr.
511. Psychotria gabonica Hiern
512. Psychotria gaboonensis Ruhsam
513. Psychotria gabrieliae (Baill.) Guillaumin
514. Psychotria gabrielis Müll.Arg.
515. Psychotria gagneorum Lorence & W.L.Wagner
516. Psychotria galintanensis Sohmer & A.P.Davis
517. Psychotria gallerana Standl.
518. Psychotria garberiana Christoph.
519. Psychotria garciae Standl.
520. Psychotria gardneri Hook.f.
521. Psychotria gawadacephaelis Wernham
522. Psychotria geophylax Cheek & Sonké
523. Psychotria geronensis Urb.
524. Psychotria gibbsiae S.Moore
525. Psychotria gigantopus K.Schum.
526. Psychotria gillespieana A.C.Sm.
527. Psychotria gilletii De Wild.
528. Psychotria giluwensis Sohmer
529. Psychotria gitingensis Elmer
530. Psychotria gjellerupii A.P.Davis
531. Psychotria glabra (Turrill) Fosberg
532. Psychotria glabrata Sw.
533. Psychotria glandulifera Thwaites ex Hook.f.
534. Psychotria glaucifolia A.P.Davis & Govaerts
535. Psychotria glaziovii Müll.Arg.
536. Psychotria globicephala Gamble
537. Psychotria globiceps K.Schum.
538. Psychotria globosa Hiern
539. Psychotria gneissica S.Moore
540. Psychotria goetzei (K.Schum.) E.M.A.Petit
541. Psychotria goniocarpa (Baill.) Guillaumin
542. Psychotria goodii Figueiredo
543. Psychotria gopalanii S.Samboor.
544. Psychotria gossweileri E.M.A.Petit
545. Psychotria gracilior A.C.Sm.
546. Psychotria gracilipes Merr.
547. Psychotria grahamii C.M.Taylor
548. Psychotria graminifolia Urb.
549. Psychotria grandiflora H.Mann
550. Psychotria grandis Sw.
551. Psychotria grandistipula Merr.
552. Psychotria grandistipulata (Lauterb.) Whistler
553. Psychotria grantii Fosberg
554. Psychotria granulata Urb. & Ekman
555. Psychotria grayana K.Schum.
556. Psychotria greeneana Urb.
557. Psychotria greenwelliae Fosberg
558. Psychotria griffithii Hook.f.
559. Psychotria griseifolia S.Moore
560. Psychotria griseola K.Schum.
561. Psychotria grumilia (Kuntze) E.M.A.Petit
562. Psychotria guanchezii Steyerm.
563. Psychotria guerkeana K.Schum.
564. Psychotria guianensis (Aubl.) Clos
565. Psychotria guillauminiana Barrabé & Mouly
566. Psychotria guineensis E.M.A.Petit
567. Psychotria gundlachii Urb.
568. Psychotria gyrulosa Stapf
569. Psychotria hainanensis H.L.Li
570. Psychotria haitiensis Urb.
571. Psychotria halophiloides Wernham
572. Psychotria hamiltoniana C.M.Taylor
573. Psychotria hammelii Dwyer
574. Psychotria hanoverensis Proctor
575. Psychotria hanta Razafim. & B.Bremer
576. Psychotria haplantha Bremek.
577. Psychotria harmandii Pit.
578. Psychotria hastisepala Müll.Arg.
579. Psychotria hathewayi Fosberg
580. Psychotria haumugaensis Sohmer
581. Psychotria hawaiiensis (A.Gray) Fosberg
582. Psychotria hebecarpa Merr. & L.M.Perry
583. Psychotria hedyotifolia Merr.
584. Psychotria helferiana Kurz
585. Psychotria hellwigiensis Valeton ex Sohmer
586. Psychotria hemsleyi Verdc.
587. Psychotria hendersoniana Craib
588. Psychotria henryana Murugan & Gopalan
589. Psychotria henryi H.Lév.
590. Psychotria hentyi Sohmer
591. Psychotria herrerana C.M.Taylor
592. Psychotria herzogii S.Moore
593. Psychotria heterochroa Urb.
594. Psychotria heteromorpha Korth.
595. Psychotria heterophylla Merr. & L.M.Perry
596. Psychotria heterosticta E.M.A.Petit
597. Psychotria hexandra H.Mann
598. Psychotria hidalgensis Borhidi
599. Psychotria hierniana Exell
600. Psychotria hilonghilongensis Sohmer & A.P.Davis
601. Psychotria himanthophylla Bremek.
602. Psychotria hirsuta Sw.
603. Psychotria hirsuticalyx (R.D.Good) Figueiredo
604. Psychotria hirtinervia Wawra
605. Psychotria hivaoana Fosberg
606. Psychotria hobdyi Sohmer
607. Psychotria hollandiae Valeton
608. Psychotria holoxantha Urb. & Ekman
609. Psychotria holstii (K. Schum.) ined.
610. Psychotria holtzii (K.Schum.) E.M.A.Petit
611. Psychotria homalosperma A.Gray
612. Psychotria hombroniana (Baill.) Fosberg
613. Psychotria homolleae Bremek.
614. Psychotria hootmawaapensis Barrabé & J.Florence
615. Psychotria horizontalis Sw.
616. Psychotria hornitensis Dwyer & C.W.Ham.
617. Psychotria hosokawae Fosberg
618. Psychotria hospitalis Standl.
619. Psychotria howcroftii W.N.Takeuchi
620. Psychotria humbertii Bremek.
621. Psychotria humblotii (Bremek.) A.P.Davis & Govaerts
622. Psychotria humilis Hiern
623. Psychotria hunteri (Horne ex Baker) A.C.Sm.
624. Psychotria hylocharis Standl.
625. Psychotria hymenodes (Bremek.) Razafim. & B.Bremer
626. Psychotria hypargyraea A.Gray
627. Psychotria hypoleuca K.Schum.
628. Psychotria ianthina Guillaumin
629. Psychotria ibitipocae Standl.
630. Psychotria ignea Müll.Arg.
631. Psychotria ihuensis Merr. & L.M.Perry
632. Psychotria ilendensis K.Krause
633. Psychotria ilocana (Merr.) Merr.
634. Psychotria imerinensis (Bremek.) A.P.Davis & Govaerts
635. Psychotria impercepta A.C.Sm. & S.P.Darwin
636. Psychotria impressinervia Merr.
637. Psychotria imthurnii Turrill
638. Psychotria inaequalis King & Gamble
639. Psychotria inconspicua Merr. & L.M.Perry
640. Psychotria induta Craib
641. Psychotria inegi García Gonz. & Borhidi
642. Psychotria infundibularis Hiern
643. Psychotria infundibulifera Setch.
644. Psychotria ingentifolia E.M.A.Petit
645. Psychotria insignis Standl.
646. Psychotria insolens Standl.
647. Psychotria insueta (Dwyer) C.W.Ham.
648. Psychotria insularum A.Gray
649. Psychotria integristipulata A.P.Davis & Govaerts
650. Psychotria interior (Valeton) ined.
651. Psychotria intermedia Gardner
652. Psychotria interstans Domin
653. Psychotria intrudens Miq.
654. Psychotria ireneae Barrabé
655. Psychotria iridensis Sohmer & A.P.Davis
656. Psychotria iringensis Verdc.
657. Psychotria irosinensis Elmer
658. Psychotria irwinii Steyerm.
659. Psychotria isalensis (Bremek.) A.P.Davis & Govaerts
660. Psychotria iteophylla Stapf
661. Psychotria ituriensis De Wild. ex E.Petit
662. Psychotria ivakoanyensis Bremek.
663. Psychotria iwahigensis Elmer
664. Psychotria ixoroides Bartl. ex DC.
665. Psychotria jamesoniana Standl.
666. Psychotria japurensis Müll.Arg.
667. Psychotria jasminoides Standl.
668. Psychotria jefensis Dwyer ex C.M.Taylor
669. Psychotria jimenezii Standl.
670. Psychotria jinotegensis C.Nelson, Ant.Molina & Standl.
671. Psychotria johnsii Sohmer
672. Psychotria johnsonii Hook.f.
673. Psychotria josephi (Kuntze) Kottaim.
674. Psychotria juddii Christoph.
675. Psychotria jugalis A.C.Sm.
676. Psychotria juninensis Standl.
677. Psychotria kaduana (Cham. & Schltdl.) Fosberg
678. Psychotria kahuziensis E.M.A.Petit
679. Psychotria kairoana Sohmer
680. Psychotria kajewskii Merr. & L.M.Perry
681. Psychotria kamialii W.N.Takeuchi
682. Psychotria kaniensis Valeton
683. Psychotria kaoensis A.C.Sm.
684. Psychotria karemaensis Sohmer
685. Psychotria katikii Sohmer
686. Psychotria kelelensis Valeton
687. Psychotria kentii Razafim. & B.Bremer
688. Psychotria keralensis Deb & M.G.Gangop.
689. Psychotria kerrii Govaerts
690. Psychotria keyensis Warb.
691. Psychotria kikwitensis De Wild.
692. Psychotria kilimandscharica K.Schum. ex Engl.
693. Psychotria killipii Standl.
694. Psychotria kimuenzae De Wild.
695. Psychotria kitsonii Hutch. & Dalziel
696. Psychotria klainei Schnell
697. Psychotria klossii Craib
698. Psychotria kochii Valeton
699. Psychotria konguensis Hiern
700. Psychotria koroiveibaui A.C.Sm.
701. Psychotria korthalsiana Miq.
702. Psychotria kosraensis Lorence & K.R.Wood
703. Psychotria kratensis Craib
704. Psychotria krukovii Standl.
705. Psychotria kuhlmannii Standl.
706. Psychotria kumbangii Ruhsam
707. Psychotria kupensis Cheek
708. Psychotria kuruvolii A.C.Sm.
709. Psychotria kurzii Deb & M.G.Gangop.
710. Psychotria kwewonii Jongkind
711. Psychotria labatii Razafim. & B.Bremer
712. Psychotria laciniata Vell.
713. Psychotria lagunensis (Merr.) Merr.
714. Psychotria lamarinensis C.W.Ham.
715. Psychotria lanaensis (Merr.) Merr.
716. Psychotria lanceifolia K.Schum.
717. Psychotria lanceolaria Ridl.
718. Psychotria lancilimba Merr.
719. Psychotria langbianensis Wernham
720. Psychotria lantzii (Bremek.) Razafim. & B.Bremer
721. Psychotria laselvensis C.W.Ham.
722. Psychotria lasianthifolia Valeton
723. Psychotria lasianthoides Valeton
724. Psychotria lasiocephala Ridl.
725. Psychotria lasiophthalma Griseb.
726. Psychotria lasiopus Müll.Arg.
727. Psychotria lasiostylis Müll.Arg.
728. Psychotria latistipula Benth.
729. Psychotria laui Merr. & F.P.Metcalf
730. Psychotria lauracea (K.Schum.) E.M.A.Petit
731. Psychotria laurentii De Wild.
732. Psychotria lavanchiei Bremek.
733. Psychotria laxiflora Blume
734. Psychotria lebrunii Cheek
735. Psychotria lecomtei Pit.
736. Psychotria ledermannii (K.Krause) Figueiredo
737. Psychotria leilae A.P.Davis & Govaerts
738. Psychotria leiocarpa Cham. & Schltdl.
739. Psychotria leiophloea Merr. & L.M.Perry
740. Psychotria leiophylla Merr. & L.M.Perry
741. Psychotria leitana C.M.Taylor
742. Psychotria leleana Sohmer
743. Psychotria leleanoides Sohmer
744. Psychotria leonardiana E.M.A.Petit
745. Psychotria leonardii Merr. & L.M.Perry
746. Psychotria leonis Britton & P.Wilson
747. Psychotria lepidocarpa Korth.
748. Psychotria leptantha A.C.Sm.
749. Psychotria leptophylla Hiern
750. Psychotria leratii Guillaumin
751. Psychotria letestui (De Wild.) N.Hallé ex O.Lachenaud
752. Psychotria letouzeyi E.M.A.Petit
753. Psychotria leucocalyx A.C.Sm.
754. Psychotria leucocarpa Blume
755. Psychotria leucocentron K.Schum.
756. Psychotria leucococca K.Schum. & Lauterb.
757. Psychotria leucopoda E.M.A.Petit
758. Psychotria levuensis Gillespie
759. Psychotria lianoides Elmer
760. Psychotria liberica Hepper
761. Psychotria liesneri Dwyer
762. Psychotria ligustrifolia (Northr.) Millsp.
763. Psychotria limba Scott Elliot
764. Psychotria limitanea Standl.
765. Psychotria limonensis K.Krause
766. Psychotria linderi Hepper
767. Psychotria lindleyana Müll.Arg.
768. Psychotria linearifolia Bremek.
769. Psychotria linearis Bartl. ex DC.
770. Psychotria linearisepala E.M.A.Petit
771. Psychotria lineolata Craib
772. Psychotria loefgrenii Standl.
773. Psychotria loheri Elmer
774. Psychotria lokohensis Bremek.
775. Psychotria lolokiensis S.Moore
776. Psychotria longicauda Valeton
777. Psychotria longipaniculata Sohmer
778. Psychotria longipedicellata Elmer
779. Psychotria longipetiolata Thwaites
780. Psychotria longirostrata Valeton
781. Psychotria longissima Quisumb. & Merr.
782. Psychotria longituba A.Chev. ex De Wild.
783. Psychotria loniceroides Sieber ex DC.
784. Psychotria lopezii Acuña & Roíg
785. Psychotria lorenciana C.M.Taylor
786. Psychotria lorentzii Valeton
787. Psychotria louisii E.M.A.Petit
788. Psychotria lovettii Borhidi & Verdc.
789. Psychotria lubutuensis De Wild.
790. Psychotria lucens Hiern
791. Psychotria lucidifolia Standl.
792. Psychotria lucidula Baker
793. Psychotria lunanii Urb.
794. Psychotria lundellii Standl.
795. Psychotria luteola Merr. & L.M.Perry
796. Psychotria lutescens Craib
797. Psychotria luzoniensis (Cham. & Schltdl.) Fern.-Vill.
798. Psychotria lycioides (Baill.) Guillaumin
799. Psychotria macbridei Standl.
800. Psychotria macgregorii Merr.
801. Psychotria macrocalyx A.Gray
802. Psychotria macrocarpa Hook.f.
803. Psychotria macrochlamys (Bremek.) A.P.Davis & Govaerts
804. Psychotria macroglossa (Baill.) Guillaumin
805. Psychotria macroserpens Fosberg
806. Psychotria madagascariensis Razafim. & B.Bremer
807. Psychotria madulidii Sohmer & A.P.Davis
808. Psychotria mafuluensis S.Moore
809. Psychotria magnifica (Gillespie) Fosberg
810. Psychotria magnifolia Merr.
811. Psychotria magnisepala Bremek.
812. Psychotria mahonii C.H.Wright
813. Psychotria maingayi Hook.f.
814. Psychotria malacorrhax (Lauterb. & K.Schum.) Valeton
815. Psychotria malaloensis Merr. & L.M.Perry
816. Psychotria malaspinae Merr.
817. Psychotria malayana Jack
818. Psychotria malchairii De Wild.
819. Psychotria maleolens Urb.
820. Psychotria maliensis Schnell
821. Psychotria malmei (Standl.) Zappi
822. Psychotria manambolensis A.P.Davis & Govaerts
823. Psychotria manampanihensis (Bremek.) A.P.Davis & Govaerts
824. Psychotria mandiocana Müll.Arg.
825. Psychotria mandrarensis (Bremek.) A.P.Davis & Govaerts
826. Psychotria mangenotii (Aké Assi) Verdc.
827. Psychotria mangorensis (Bremek.) A.P.Davis & Govaerts
828. Psychotria manillensis Bartl. ex DC.
829. Psychotria maningoryensis A.P.Davis & Govaerts
830. Psychotria manna Urb.
831. Psychotria mannii Hiern
832. Psychotria manongarivensis A.P.Davis & Govaerts
833. Psychotria mapiriensis Standl.
834. Psychotria marafungaensis Sohmer
835. Psychotria maranhana Müll.Arg.
836. Psychotria marauensis Fosberg & Florence
837. Psychotria marcgraviella Standl.
838. Psychotria marchionica Drake
839. Psychotria marginata Sw.
840. Psychotria mariana Bartl. ex DC.
841. Psychotria maricaensis Urb.
842. Psychotria mariguidonensis Sohmer & A.P.Davis
843. Psychotria mariniana (Cham. & Schltdl.) Fosberg
844. Psychotria marmeladensis Urb.
845. Psychotria maroensis (Bremek.) A.P.Davis & Govaerts
846. Psychotria marojejensis Bremek.
847. Psychotria martinetugei Cheek
848. Psychotria martiusii Müll.Arg.
849. Psychotria matagalpensis C.M.Taylor
850. Psychotria matambuaii W.N.Takeuchi
851. Psychotria mauiensis Fosberg
852. Psychotria mayana W.N.Takeuchi
853. Psychotria maynasana C.M.Taylor
854. Psychotria meeboldii Deb & M.G.Gangop.
855. Psychotria megacarpa Ridl.
856. Psychotria megacoma Miq.
857. Psychotria megalocalyx Müll.Arg.
858. Psychotria megalocarpa (Bremek.) A.P.Davis & Govaerts
859. Psychotria megalopus Verdc.
860. Psychotria megistantha E.M.A.Petit
861. Psychotria megistophylla Standl.
862. Psychotria mekongensis Pit.
863. Psychotria melaneoides Wernham
864. Psychotria melanocarpa Merr. & L.M.Perry
865. Psychotria melanotricha Müll.Arg.
866. Psychotria menalohensis (Bremek.) A.P.Davis & Govaerts
867. Psychotria mendozii Sohmer & A.P.Davis
868. Psychotria merrillii Kaneh.
869. Psychotria merrittii Merr.
870. Psychotria merrittioides Sohmer & A.P.Davis
871. Psychotria mesentericarpa Baker
872. Psychotria mexiae Standl.
873. Psychotria miae A.P.Davis & Govaerts
874. Psychotria micheliae (J.-G.Adam) Jongkind & W.D.Hawth.
875. Psychotria micheliana J.-G.Adam
876. Psychotria micralabastra (Lauterb. & K.Schum.) Valeton
877. Psychotria micrantha Kunth
878. Psychotria microcarpa Müll.Arg.
879. Psychotria micrococca (Lauterb. & K.Schum.) Valeton
880. Psychotria microglossa (Baill.) Baill. ex Guillaumin
881. Psychotria microgrammata Bremek.
882. Psychotria micromyrtus (Baill.) Schltr.
883. Psychotria microthyrsa E.M.A.Petit
884. Psychotria milnei (A.Gray) K.Schum.
885. Psychotria mima Standl.
886. Psychotria mindanaensis Merr.
887. Psychotria mindoroensis Elmer
888. Psychotria mineirensis Wernham
889. Psychotria miniata Merr. & L.M.Perry
890. Psychotria minima R.D.Good
891. Psychotria minuta E.M.A.Petit
892. Psychotria minutifoveolata Merr.
893. Psychotria miombicola Verdc.
894. Psychotria mirandae C.W.Ham.
895. Psychotria misolensis Valeton ex Sohmer
896. Psychotria moensis Britton & P.Wilson
897. Psychotria molinae Standl.
898. Psychotria molleri K.Schum.
899. Psychotria mollipes K.Krause
900. Psychotria monanthos (Baill.) Schltr.
901. Psychotria monensis Cheek & Séné
902. Psychotria moninensis (Hiern) E.M.A.Petit
903. Psychotria monocarpa Fosberg
904. Psychotria monsalveae C.M.Taylor
905. Psychotria montensis Moore
906. Psychotria monteverdensis Dwyer & C.W.Ham.
907. Psychotria monticola Kurz
908. Psychotria montisgiluwensis A.P.Davis & Ruhsam
909. Psychotria montisstellaris (P.Royen) A.P.Davis & Ruhsam
910. Psychotria montivaga C.M.Taylor
911. Psychotria montrouzieri Barrabé & J.Florence
912. Psychotria moonii Hook.f.
913. Psychotria moramangensis (Bremek.) Razafim. & B.Bremer
914. Psychotria moratii Razafim. & B.Bremer
915. Psychotria morindiflora Wall. ex Hook.f.
916. Psychotria morindoides Hutch.
917. Psychotria morley-smithiae A.P.Davis & Govaerts
918. Psychotria mornicola Urb.
919. Psychotria morobensis Sohmer
920. Psychotria mortehanii De Wild.
921. Psychotria muellerdomboisii W.N.Takeuchi
922. Psychotria muelleriana Wawra
923. Psychotria multicapitata King & Gamble
924. Psychotria multicostata Valeton
925. Psychotria multinervia Ridl.
926. Psychotria multipedunculata Sohmer
927. Psychotria multiplex Müll.Arg.
928. Psychotria mumfordiana F.Br.
929. Psychotria munda Standl.
930. Psychotria murmurensis Sohmer
931. Psychotria muschleriana K.Krause
932. Psychotria muscicola Valeton
933. Psychotria mwinilungae Verdc.
934. Psychotria mycetoides Valeton
935. Psychotria myrmecophila K.Schum. & Lauterb.
936. Psychotria myrsinoides Merr. & L.M.Perry
937. Psychotria myrstiphyllum Sw.
938. Psychotria nacdado Guillaumin
939. Psychotria nagapatensis Merr.
940. Psychotria naguana Urb.
941. Psychotria namwingensis Govaerts
942. Psychotria nandarivatensis A.C.Sm.
943. Psychotria nanifrutex Sohmer
944. Psychotria nathaliae (Baill.) Guillaumin
945. Psychotria nebulosa K.Krause
946. Psychotria negrosensis Elmer
947. Psychotria neillii C.W.Ham. & Dwyer
948. Psychotria nekouana (Baill.) Guillaumin
949. Psychotria nemorosa Gardner
950. Psychotria nervosa Sw.
951. Psychotria nesophila F.Muell.
952. Psychotria neurothrix Müll.Arg.
953. Psychotria nicobarica Kurz
954. Psychotria nieuwenhuizii Valeton
955. Psychotria nigerica Hepper
956. Psychotria nigotei Barrabé
957. Psychotria nigra (Gaertn.) Alston
958. Psychotria nigropunctata Hiern
959. Psychotria nilgherensis (Kuntze) Govaerts & Chakrab.
960. Psychotria nilgiriensis Deb & M.G.Gangop.
961. Psychotria nitens (Merr.) Merr.
962. Psychotria niveobarbata (Müll.Arg.) Britton
963. Psychotria njumei Cheek
964. Psychotria nodiflora O.Lachenaud & D.J.Harris
965. Psychotria nossibensis A.P.Davis & Govaerts
966. Psychotria noxia A.St.-Hil.
967. Psychotria nubica Delile
968. Psychotria nubicola G.Taylor
969. Psychotria nubiphila Dwyer
970. Psychotria nuda (Cham. & Schltdl.) Wawra
971. Psychotria nudiflora Wight & Arn.
972. Psychotria nummularioides Guillaumin
973. Psychotria nymannii (K. Schum.) ined.
974. Psychotria oaxacensis Borhidi & Salas-Mor.
975. Psychotria oblongicarpa Borhidi & Oviedo
976. Psychotria obovalis A.Rich.
977. Psychotria obovatifolia De Wild.
978. Psychotria obscura Zoll. & Moritzi
979. Psychotria obscurinervia Merr.
980. Psychotria obtegens Müll.Arg.
981. Psychotria obtusifolia Lam. ex Poir.
982. Psychotria occidentalis Steyerm.
983. Psychotria ochroleuca Standl.
984. Psychotria octosulcata Talbot
985. Psychotria oinochrophylla (Standl.) C.M.Taylor
986. Psychotria oleifolia (Kunth) Standl.
987. Psychotria olgae Dwyer & M.V.Hayden
988. Psychotria oligocarpa K.Schum.
989. Psychotria oligoneura Pierre ex Pit.
990. Psychotria olivacea Valeton
991. Psychotria oliveri Lorence & W.L.Wagner
992. Psychotria olsenii Sohmer & A.P.Davis
993. Psychotria ombrophila (Schnell) Verdc.
994. Psychotria onivensis (Bremek.) A.P.Davis & Govaerts
995. Psychotria oocarpa Bremek.
996. Psychotria opaca Müll.Arg.
997. Psychotria opima Standl.
998. Psychotria oreadum S.Moore
999. Psychotria oreotrephes (Bremek.) A.P.Davis & Govaerts
1000. Psychotria orgyalis Merr. & L.M.Perry
1001. Psychotria orophila E.M.A.Petit
1002. Psychotria orosiana Standl.
1003. Psychotria orosioides C.M.Taylor
1004. Psychotria ortiziana C.M.Taylor
1005. Psychotria osiana W.N.Takeuchi & Pipoly
1006. Psychotria ossaeana Urb.
1007. Psychotria oua-tilouensis Guillaumin
1008. Psychotria oubatchensis Schltr.
1009. Psychotria ovatistipula C.M.Taylor
1010. Psychotria ovoidea Wall. ex Hook.f.
1011. Psychotria owariensis (P.Beauv.) Hiern
1012. Psychotria pachyantha A.C.Sm.
1013. Psychotria pachygrammata Bremek.
1014. Psychotria pachyphylla (King & Gamble) Ridl.
1015. Psychotria pachythalla Urb.
1016. Psychotria pacifica K.Schum.
1017. Psychotria pacorensis C.W.Ham.
1018. Psychotria paeonia C.M.Taylor
1019. Psychotria palawanensis Elmer
1020. Psychotria palimlimensis Sohmer & A.P.Davis
1021. Psychotria pallens Gardner
1022. Psychotria pallida Valeton
1023. Psychotria pallidifolia Merr.
1024. Psychotria paloensis Elmer
1025. Psychotria paludicola Merr. & L.M.Perry
1026. Psychotria paludosa Müll.Arg.
1027. Psychotria palustris E.M.A.Petit
1028. Psychotria panamensis Standl.
1029. Psychotria panayensis Merr.
1030. Psychotria pancheri (Baill.) Schltr.
1031. Psychotria pandoana C.M.Taylor
1032. Psychotria pandurata Verdc.
1033. Psychotria papanga Razafim. & B.Bremer
1034. Psychotria papantlensis (Oerst.) Hemsl.
1035. Psychotria papillata (Merr.) Merr.
1036. Psychotria papuana (Wernham) H.St.John
1037. Psychotria paracalensis Sohmer & A.P.Davis
1038. Psychotria paradoxalis (Bremek.) A.P.Davis & Govaerts
1039. Psychotria paravillosa C.M.Taylor
1040. Psychotria parkeri Baker
1041. Psychotria parvifolia Benth.
1042. Psychotria parvistipulata E.M.A.Petit
1043. Psychotria parvula A.Gray
1044. Psychotria patentinervia Müll.Arg.
1045. Psychotria patentivenia Miq.
1046. Psychotria patulinervia Merr. & Quisumb. ex Sohmer & A.P.Davis
1047. Psychotria pauciflora Bartl. ex DC.
1048. Psychotria paucinervia Merr.
1049. Psychotria paulae J.-Y.Mey., Lorence & J.Florence
1050. Psychotria pavairiensis Sohmer
1051. Psychotria pearcei Standl.
1052. Psychotria pectinata Steyerm.
1053. Psychotria peduncularis (Salisb.) Steyerm.
1054. Psychotria peekeliana Valeton
1055. Psychotria penangensis Hook.f.
1056. Psychotria pendula Hook.f.
1057. Psychotria penduliflora Ridl.
1058. Psychotria pentaphtosa Müll.Arg.
1059. Psychotria perbrevis K.Schum.
1060. Psychotria perferruginea Steyerm.
1061. Psychotria pergamena Korth.
1062. Psychotria perijaensis Steyerm.
1063. Psychotria pernitida Urb.
1064. Psychotria perrieri Bremek.
1065. Psychotria pervillei Baker
1066. Psychotria peteri E.M.A.Petit
1067. Psychotria petiginosa Brenan
1068. Psychotria petiolosa Valeton
1069. Psychotria petitii Verdc.
1070. Psychotria phaeochlamys (Lauterb. & K.Schum.) Valeton
1071. Psychotria phaeochlamysioides Sohmer
1072. Psychotria phanerophlebia Merr.
1073. Psychotria phaneroplexa Standl.
1074. Psychotria philacra Dwyer
1075. Psychotria philippensis Cham. & Schltdl.
1076. Psychotria phyllocalymma Müll.Arg.
1077. Psychotria phyllocalymmoides Müll.Arg.
1078. Psychotria pichisensis Standl.
1079. Psychotria pickeringii A.Gray
1080. Psychotria pilifera Hutch.
1081. Psychotria pilosella Elmer
1082. Psychotria pilulifera King & Gamble
1083. Psychotria pinetorum Urb.
1084. Psychotria pininsularis Guillaumin
1085. Psychotria pinnatinervia Elmer
1086. Psychotria piolampra K.Schum.
1087. Psychotria piperi Merr.
1088. Psychotria pisonioides Standl.
1089. Psychotria pittosporifolia Fosberg
1090. Psychotria plana Craib
1091. Psychotria plantaginoidea E.M.A.Petit
1092. Psychotria platycocca A.Gray
1093. Psychotria platyneura Kurz
1094. Psychotria pleeana Urb.
1095. Psychotria pleuropoda Donn.Sm.
1096. Psychotria plicata Urb.
1097. Psychotria plumeriifolia Elmer
1098. Psychotria plumieri Urb.
1099. Psychotria pluriceps Standl.
1100. Psychotria plurivenia Thwaites
1101. Psychotria pocsii Borhidi & Verdc.
1102. Psychotria podantha (Fosberg) A.C.Sm.
1103. Psychotria podocarpa E.M.A.Petit
1104. Psychotria poilanei Pit.
1105. Psychotria poissoniana (Baill.) Guillaumin ex S.Moore
1106. Psychotria poliostemma Benth.
1107. Psychotria polita Valeton
1108. Psychotria polycarpa (Miq.) Hook.f.
1109. Psychotria polygrammata Bremek.
1110. Psychotria polyphylla Bremek.
1111. Psychotria polytricha Miq.
1112. Psychotria ponce-leonis Acuña & Roíg
1113. Psychotria porphyroclada K.Schum.
1114. Psychotria potamophila K.Schum.
1115. Psychotria potanthera Wernham
1116. Psychotria praecox Valeton ex Sohmer
1117. Psychotria prainii H.Lév.
1118. Psychotria prancei Steyerm.
1119. Psychotria principensis G.Taylor
1120. Psychotria prismoclavata (Fosberg) A.C.Sm.
1121. Psychotria pritchardii Seem.
1122. Psychotria pseudaxillaris (Wernham) Delprete
1123. Psychotria pseudoixora Pit.
1124. Psychotria pseudomaschalodesme W.N.Takeuchi
1125. Psychotria pseudomicrodaphne Guillaumin
1126. Psychotria pseudoplatyphylla E.M.A.Petit
1127. Psychotria psychotriifolia (Seem.) Standl.
1128. Psychotria psychotrioides (DC.) Roberty
1129. Psychotria pteropus O.Lachenaud & D.J.Harris
1130. Psychotria puberulina (Müll.Arg.) Standl.
1131. Psychotria pubiflora (A.Gray) Fosberg
1132. Psychotria pubilimba Quisumb.
1133. Psychotria pubinoda Standl. ex Steyerm.
1134. Psychotria pubituba S.Moore
1135. Psychotria puffii Razafim. & B.Bremer
1136. Psychotria pulchrebracteata Guillaumin
1137. Psychotria pulchrinervis Borhidi & Oviedo
1138. Psychotria pulchristipula (Bremek.) Razafim. & B.Bremer
1139. Psychotria pulgarensis Sohmer & A.P.Davis
1140. Psychotria pulleniana Sohmer
1141. Psychotria pumila Hiern
1142. Psychotria punctata Vatke
1143. Psychotria purdiaei Urb.
1144. Psychotria purpurea Merr. & L.M.Perry
1145. Psychotria puyoana C.M.Taylor
1146. Psychotria pygmaea Merr.
1147. Psychotria pygmaeodendron K.Schum.
1148. Psychotria pyramidata Elmer
1149. Psychotria pyrrotricha (Bremek.) A.P.Davis & Govaerts
1150. Psychotria quisumbingiana Sohmer & A.P.Davis
1151. Psychotria rabeniana Müll.Arg.
1152. Psychotria radicans (Merr.) Merr.
1153. Psychotria raiateensis J.W.Moore
1154. Psychotria raivavaensis Fosberg
1155. Psychotria rakotonasoloi A.P.Davis & Govaerts
1156. Psychotria rakotoniaina A.P.Davis & Govaerts
1157. Psychotria ramadecumbens Sohmer
1158. Psychotria rambouensis De Wild.
1159. Psychotria ramosii Merr.
1160. Psychotria ramosissima Elmer
1161. Psychotria ramuensis Sohmer
1162. Psychotria ramulosa Merr. & L.M.Perry
1163. Psychotria randiana Merr. & L.M.Perry
1164. Psychotria rapensis F.Br.
1165. Psychotria ratovoarisonii A.P.Davis & Govaerts
1166. Psychotria rauwolfioides Standl.
1167. Psychotria rectinervis Urb.
1168. Psychotria recurva Hiern
1169. Psychotria reducta Baker
1170. Psychotria reflexapedunculata Sohmer
1171. Psychotria reflexiloba Borhidi & Oviedo
1172. Psychotria reflexipes Borhidi & Oviedo
1173. Psychotria refracta Müll.Arg.
1174. Psychotria refractiflora K.Schum.
1175. Psychotria reineckei K.Schum.
1176. Psychotria remota Benth.
1177. Psychotria repanda Ruiz & Pav.
1178. Psychotria reptans Benth.
1179. Psychotria resurrecta Wernham
1180. Psychotria reticulatissima S.Moore
1181. Psychotria reticulosa Valeton
1182. Psychotria retiphlebia Baker
1183. Psychotria retusa (Bremek.) A.P.Davis & Govaerts
1184. Psychotria revoluta DC.
1185. Psychotria reynosoi Sohmer & A.P.Davis
1186. Psychotria rhinocerotis Reinw. ex Blume
1187. Psychotria rhizomatosa De Wild.
1188. Psychotria rhodotricha Pit.
1189. Psychotria rhombibracteata C.M.Taylor & M.T.Campos
1190. Psychotria rhombocarpa Kaneh.
1191. Psychotria rhombocarpoides Hosok.
1192. Psychotria rhonhofiae K.Krause
1193. Psychotria rhytidocarpa Müll.Arg.
1194. Psychotria ridleyi King & Gamble
1195. Psychotria rigescens Standl.
1196. Psychotria rigidifolia (Elmer) Merr.
1197. Psychotria rimbachii Standl.
1198. Psychotria rivularis Urb.
1199. Psychotria robertii Standl.
1200. Psychotria robusta Blume
1201. Psychotria romolerouxiana C.M.Taylor
1202. Psychotria rondonii Delprete
1203. Psychotria roseata (Fosberg) A.C.Sm.
1204. Psychotria rosella (Bremek.) A.P.Davis & Govaerts
1205. Psychotria roseotincta S.Moore
1206. Psychotria rosmarinifolia (Baill.) Schltr.
1207. Psychotria rosseliensis Sohmer
1208. Psychotria rosulatifolia Dwyer
1209. Psychotria rotensis Kaneh.
1210. Psychotria roxburghii DC.
1211. Psychotria rubefacta (S.Moore) Guillaumin
1212. Psychotria rubens Borhidi & Oviedo
1213. Psychotria rubiginosa Elmer ex Merr.
1214. Psychotria rubiginosissima Wernham
1215. Psychotria rubriceps O.Lachenaud & Jongkind
1216. Psychotria rubripilis K.Schum.
1217. Psychotria rubristipulata R.D.Good
1218. Psychotria rubropedicellata (Bremek.) A.P.Davis & Govaerts
1219. Psychotria rubropilosa De Wild.
1220. Psychotria rudis Ridl.
1221. Psychotria rufidula Standl.
1222. Psychotria rufipes Hook.f.
1223. Psychotria rufipilis A.Chev. ex De Wild.
1224. Psychotria rufiramea Standl.
1225. Psychotria rufocalyx Fosberg
1226. Psychotria rufovaginata Griseb.
1227. Psychotria rufovillosa (Bremek.) A.P.Davis & Govaerts
1228. Psychotria rugulosa Kunth
1229. Psychotria ruhsamiana A.P.Davis & Govaerts
1230. Psychotria ruizii Standl.
1231. Psychotria rupestris Müll.Arg.
1232. Psychotria rupicola (Baill.) Schltr.
1233. Psychotria russellii Deb & M.G.Gangop.
1234. Psychotria rutila Craib
1235. Psychotria sacciformis C.M.Taylor
1236. Psychotria sadebeckiana K.Schum.
1237. Psychotria sagittalis (Baill.) Guillaumin
1238. Psychotria sakaleonensis Bremek.
1239. Psychotria salentana Standl.
1240. Psychotria saloiana Diels
1241. Psychotria saltatrix  C.M.Taylor
1242. Psychotria saltiensis (S.Moore) Guillaumin
1243. Psychotria salzmanniana Müll.Arg.
1244. Psychotria samarensis Merr.
1245. Psychotria sambiranensis Bremek.
1246. Psychotria sambucina Link ex Schult.
1247. Psychotria samoritourei Cheek
1248. Psychotria sanluisensis Steyerm.
1249. Psychotria santaremica Müll.Arg.
1250. Psychotria sarapiquensis Standl.
1251. Psychotria sarcocarpa Merr.
1252. Psychotria sarcodes Merr. & L.M.Perry
1253. Psychotria sarmentosa Blume
1254. Psychotria sarmentosoides Valeton
1255. Psychotria sarmiensis Sohmer
1256. Psychotria sastrei Steyerm.
1257. Psychotria sauvallei Urb.
1258. Psychotria scaberula Merr.
1259. Psychotria scabrida Bremek.
1260. Psychotria schaeferi Lorence & W.L.Wagner
1261. Psychotria schatzii Razafim. & B.Bremer
1262. Psychotria scheffleri K.Schum. & K.Krause
1263. Psychotria schlechteriana K.Krause
1264. Psychotria schliebenii E.M.A.Petit
1265. Psychotria schnellii (Aké Assi) Verdc.
1266. Psychotria schultzei Valeton
1267. Psychotria schumanniana Schltr.
1268. Psychotria schweinfurthii Hiern
1269. Psychotria scitula A.C.Sm.
1270. Psychotria scortechinii King & Gamble
1271. Psychotria scytophylla Bremek.
1272. Psychotria secundiflora Valeton
1273. Psychotria sellowiana (DC.) Müll.Arg.
1274. Psychotria semifissa Müll.Arg.
1275. Psychotria semperflorens (Beauvis.) Pancher ex Prain
1276. Psychotria sempervirens E.T.Geddes
1277. Psychotria sentanensis Valeton
1278. Psychotria serpens L.
1279. Psychotria setistipula Ridl.
1280. Psychotria setistipulata (R.D.Good) E.M.A.Petit
1281. Psychotria setulifera C.M.Taylor
1282. Psychotria shaferi Urb.
1283. Psychotria sibuyanensis Elmer
1284. Psychotria sidamensis Cufod.
1285. Psychotria silhetensis Hook.f.
1286. Psychotria silhouettae F.Friedmann
1287. Psychotria silvicola Müll.Arg.
1288. Psychotria simianensis A.P.Davis & Govaerts
1289. Psychotria simmondsiana F.M.Bailey
1290. Psychotria sinuata C.M.Taylor
1291. Psychotria siphonophora Urb.
1292. Psychotria sixaolensis C.W.Ham.
1293. Psychotria sloanei Urb.
1294. Psychotria smaragdina Standl.
1295. Psychotria smithiae E.T.Geddes
1296. Psychotria sogerensis Wernham
1297. Psychotria sohmeriana I.M.Turner
1298. Psychotria sohotonensis Sohmer & A.P.Davis
1299. Psychotria solanoides Turrill
1300. Psychotria solfiana K.Krause
1301. Psychotria solomonensis Merr. & L.M.Perry
1302. Psychotria sonkeana O.Lachenaud & Séné
1303. Psychotria sonocorova (Bremek.) A.P.Davis & Govaerts
1304. Psychotria sopkinii C.M.Taylor
1305. Psychotria sordida Thwaites
1306. Psychotria sororia DC.
1307. Psychotria sorsogonensis Elmer
1308. Psychotria soteropolitana Müll.Arg.
1309. Psychotria spachiana (Baill.) Guillaumin ex Barrabé & Mouly
1310. Psychotria sparsipila Bremek.
1311. Psychotria spathacea (Hiern) Verdc.
1312. Psychotria spathicalyx Müll.Arg.
1313. Psychotria speciosa G.Forst.
1314. Psychotria sphaerocarpa Wall.
1315. Psychotria sphaeroidea Urb.
1316. Psychotria sphaerothyrsa Valeton
1317. Psychotria spicata Benth.
1318. Psychotria spithamea S.Moore
1319. Psychotria squamelligera Steyerm.
1320. Psychotria srilankensis Ruhsam
1321. Psychotria st-johnii Fosberg
1322. Psychotria stachyoides Benth.
1323. Psychotria steinii Steyerm.
1324. Psychotria stenantha A.C.Sm.
1325. Psychotria stenocalyx Müll.Arg.
1326. Psychotria stevedarwiniana W.N.Takeuchi
1327. Psychotria stevensiana Sohmer
1328. Psychotria stigmatophylla K.Schum.
1329. Psychotria stolonifera W.N.Takeuchi
1330. Psychotria storckii Seem.
1331. Psychotria streimannii Sohmer
1332. Psychotria stricta K.Schum.
1333. Psychotria strictistipula Schnell
1334. Psychotria strigosa Müll.Arg.
1335. Psychotria striolata K.Krause
1336. Psychotria suarezensis A.P.Davis & Govaerts
1337. Psychotria subacuminalis Müll.Arg.
1338. Psychotria subalpina Elmer
1339. Psychotria subcapitata Bremek.
1340. Psychotria subcaudata Valeton
1341. Psychotria subcordata Britton
1342. Psychotria subcucullata Merr.
1343. Psychotria subglabra De Wild.
1344. Psychotria subintegra (Wight & Arn.) Hook.f.
1345. Psychotria submontana Domin
1346. Psychotria subnubila Bremek.
1347. Psychotria subobliqua Hiern
1348. Psychotria subobovata Miq.
1349. Psychotria subpunctata Hiern
1350. Psychotria subremota Müll.Arg.
1351. Psychotria subscandens Müll.Arg.
1352. Psychotria subsessiliflora Elmer
1353. Psychotria subsessilis Benth.
1354. Psychotria subsimplex Merr.
1355. Psychotria subspathacea Müll.Arg.
1356. Psychotria subspathulata (Müll.Arg.) C.M.Taylor
1357. Psychotria subtriflora Müll.Arg.
1358. Psychotria subvelutina Ekman & Urb.
1359. Psychotria succulenta (Hiern) E.M.A.Petit
1360. Psychotria suffruticosa Müll.Arg.
1361. Psychotria sulcata Wall. ex Hook.f.
1362. Psychotria sulitii Merr. & Quisumb. ex Sohmer & A.P.Davis
1363. Psychotria sumatrensis Ridl.
1364. Psychotria sumbavana Miq.
1365. Psychotria surianii Urb.
1366. Psychotria surigaoensis Sohmer & A.P.Davis
1367. Psychotria suterella Müll.Arg.
1368. Psychotria sutericalyx Wernham
1369. Psychotria sycophylla (K.Schum.) E.M.A.Petit
1370. Psychotria sylvatica Blume
1371. Psychotria sylvieana Razafim. & B.Bremer
1372. Psychotria sylvivaga Standl.
1373. Psychotria symplocifolia Kurz
1374. Psychotria tahanensis Ruhsam
1375. Psychotria tahitensis (Drake) Drake
1376. Psychotria taitensis Verdc.
1377. Psychotria talasensis Sohmer
1378. Psychotria tanganyicensis Verdc.
1379. Psychotria tatamana Standl.
1380. Psychotria taupotinii F.Br.
1381. Psychotria taviunensis Gillespie
1382. Psychotria tawaensis Merr.
1383. Psychotria taxifolia Bremek.
1384. Psychotria tayabensis Elmer
1385. Psychotria temehaniensis J.W.Moore
1386. Psychotria temetiuensis Lorence & W.L.Wagner
1387. Psychotria tenuicaulis K.Krause
1388. Psychotria tenuiflora (DC.) ined.
1389. Psychotria tenuifolia Sw.
1390. Psychotria tenuinervis Müll.Arg.
1391. Psychotria tenuipes Merr. & L.M.Perry
1392. Psychotria tenuipetiolata Verdc.
1393. Psychotria tenuirachis Valeton
1394. Psychotria tenuis Merr. & L.M.Perry
1395. Psychotria tenuissima E.M.A.Petit
1396. Psychotria tephrosantha A.Gray
1397. Psychotria ternata Bremek.
1398. Psychotria ternatifolia W.N.Takeuchi
1399. Psychotria terniflora (A.Rich. ex DC.) Razafim. & B.Bremer
1400. Psychotria testacea Sohmer
1401. Psychotria tetragonoides Fosberg
1402. Psychotria tetragonopus O.Lachenaud & Jongkind
1403. Psychotria teysmanniana (Miq.) Boerl.
1404. Psychotria thailandensis Ruhsam
1405. Psychotria thelophora Urb.
1406. Psychotria thomensis G.Taylor
1407. Psychotria thomsonii Hook.f.
1408. Psychotria thorelii Pit.
1409. Psychotria timonioides Fosberg
1410. Psychotria tolongoinensis A.P.Davis & Govaerts
1411. Psychotria tomaniviensis A.C.Sm.
1412. Psychotria tomentella (S.Moore) Zappi
1413. Psychotria toninensis S.Moore
1414. Psychotria tonkinensis Pit.
1415. Psychotria torrei Acuña & Roíg
1416. Psychotria torrenticola O.Lachenaud & Séné
1417. Psychotria toviana F.Br.
1418. Psychotria trichantha Baker
1419. Psychotria trichanthera K.Schum.
1420. Psychotria trichocalyx (Drake) Fosberg ex J.-Y.Mey., Lorence & J.Florence
1421. Psychotria trichocarpa Valeton
1422. Psychotria trichotoma M.Martens & Galeotti
1423. Psychotria triclada E.M.A.Petit
1424. Psychotria tripedunculata Sohmer
1425. Psychotria trisulcata (Baill.) Guillaumin
1426. Psychotria trivialis Rusby
1427. Psychotria trujilloi Steyerm.
1428. Psychotria truncata Wall.
1429. Psychotria tsaratananensis A.P.Davis & Govaerts
1430. Psychotria tsiandrensis Bremek.
1431. Psychotria tsiandroi Razafim. & B.Bremer
1432. Psychotria tsimihetensis Razafim. & B.Bremer
1433. Psychotria tubuaiensis Fosberg
1434. Psychotria tubulocubensis Govaerts
1435. Psychotria turbinata A.Gray
1436. Psychotria turrubarensis W.C.Burger & Q.Jiménez
1437. Psychotria tutcheri Dunn
1438. Psychotria tylophora Kurz
1439. Psychotria uahukensis Lorence & W.L.Wagner
1440. Psychotria uapoensis Lorence & W.L.Wagner
1441. Psychotria uberabana Müll.Arg.
1442. Psychotria ulei Standl.
1443. Psychotria umbellata Thonn.
1444. Psychotria umbellifera E.M.A.Petit
1445. Psychotria uncumariana C.M.Taylor
1446. Psychotria unicarinata (Fosberg) A.C.Sm. & S.P.Darwin
1447. Psychotria urbaniana Steyerm.
1448. Psychotria urdanetensis Elmer
1449. Psychotria usambarensis Verdc.
1450. Psychotria utakwensis Wernham
1451. Psychotria vaccinioides Valeton
1452. Psychotria vaccinioidifolia Sohmer
1453. Psychotria valetoniana Sohmer
1454. Psychotria valleculata A.C.Sm.
1455. Psychotria vanhermanii Acuña & Roíg
1456. Psychotria vanimoensis Sohmer
1457. Psychotria vanoverberghii Merr.
1458. Psychotria vasudevae Murugan & Arisdason
1459. Psychotria veillonii Barrabé
1460. Psychotria velutina Elmer
1461. Psychotria venosa (Hiern) E.M.A.Petit
1462. Psychotria verdcourtii Borhidi
1463. Psychotria verschuerenii De Wild.
1464. Psychotria versteegii Deb & M.G.Gangop.
1465. Psychotria verticissaxi Valeton
1466. Psychotria vescula A.C.Sm.
1467. Psychotria vestita C.Presl
1468. Psychotria vieillardii (Baill.) Guillaumin
1469. Psychotria viguieri (Bremek.) A.P.Davis & Govaerts
1470. Psychotria villosa Ruiz & Pav.
1471. Psychotria vinkii Sohmer
1472. Psychotria viridialba Urb.
1473. Psychotria viridiflora Reinw. ex Blume
1474. Psychotria viridis Ruiz & Pav.
1475. Psychotria viticoides Wernham
1476. Psychotria vitiensis Fosberg
1477. Psychotria vogeliana Benth.
1478. Psychotria vololoniaina Razafim. & B.Bremer
1479. Psychotria voluta Elmer
1480. Psychotria vomensis Gillespie
1481. Psychotria voorhoevei O.Lachenaud
1482. Psychotria vulpina Ridl.
1483. Psychotria wagapensis Guillaumin
1484. Psychotria waimamurensis Merr. & L.M.Perry
1485. Psychotria waiuensis Sohmer
1486. Psychotria walikalensis E.M.A.Petit
1487. Psychotria warburgiana A.P.Davis
1488. Psychotria warmingii Müll.Arg.
1489. Psychotria warongloaensis Hochr.
1490. Psychotria wawrae Sohmer
1491. Psychotria wawrana Müll.Arg.
1492. Psychotria weberbaueri Standl.
1493. Psychotria weberi Merr.
1494. Psychotria welwitschii (Hiern) Bremek.
1495. Psychotria wenzelii (Merr.) Merr.
1496. Psychotria wernhamiana S.Moore
1497. Psychotria wesselsboeri Steyerm.
1498. Psychotria whistleri Fosberg
1499. Psychotria wiakabui W.N.Takeuchi
1500. Psychotria wichmannii Valeton
1501. Psychotria wieringae O.Lachenaud
1502. Psychotria wilkesiana Standl.
1503. Psychotria williamsii Standl.
1504. Psychotria winitii Craib
1505. Psychotria winkleri Merr.
1506. Psychotria wollastonii Wernham
1507. Psychotria womersleyi Sohmer
1508. Psychotria wonotobensis (Bremek.) Steyerm.
1509. Psychotria woodii Merr.
1510. Psychotria woronovii Standl.
1511. Psychotria woytkowskii Dwyer & M.V.Hayden
1512. Psychotria wrayi King & Gamble
1513. Psychotria wullschlaegelii Urb.
1514. Psychotria xanthochlora K.Schum.
1515. Psychotria xantholoba Müll.Arg.
1516. Psychotria xiriricana Standl. ex Hoehne
1517. Psychotria yagawensis Sohmer & A.P.Davis
1518. Psychotria yaoundensis O.Lachenaud
1519. Psychotria yapaensis Sohmer
1520. Psychotria yapasensis Standl.
1521. Psychotria yapoensis (Schnell) Verdc.
1522. Psychotria yaracuyensis Steyerm.
1523. Psychotria yatesii (Merr.) Merr.
1524. Psychotria yavitensis Steyerm.
1525. Psychotria yenii Sohmer & A.P.Davis
1526. Psychotria yunnanensis Hutch.
1527. Psychotria zapotecana Borhidi & Salas-Mor.
1528. Psychotria zepelaciana Standl.
1529. Psychotria zeylanica Sohmer
1530. Psychotria zombamontana (Kuntze) E.M.A.Petit

## Sinonimi
- Antherura Lour.
- Apomuria Bremek.
- Aucubaephyllum Ahlb.
- Baldingera Dennst.
- Callicocca Schreb.
- Calycodendron A.C.Sm.
- Camptopus Hook.f.
- Cephaelis Sw.
- Chesnea Scop.
- Chicoinaea Comm. ex DC.
- Coddingtonia S.Bowdich
- Codonocalyx Miers ex Lindl.
- Cremocarpon Boivin ex Baill.
- Delpechia Montrouz.
- Douarrea Montrouz.
- Dychotria Raf.
- Eumorphanthus A.C.Sm.
- Eurhotia Neck.
- Furcatella Baum.-Bod.
- Galvania Vand.
- Gamotopea Bremek.
- Grumilea Gaertn.
- Hylacium P.Beauv.
- Macrocalyx Miers ex Lindl.
- Mapouria Aubl.
- Megalopus K.Schum.
- Myrstiphylla Raf.
- Myrstiphyllum P.Browne
- Naletonia Bremek.
- Petagomoa Bremek.
- Pleureia Raf.
- Polyozus Lour.
- Psathura Comm. ex A.Juss.
- Psychotrion St.-Lag.
- Psychotrophum P.Browne
- Pyragra Bremek.
- Ronabia St.-Lag.
- Stellix Noronha
- Straussia A.Gray
- Sulcanux Raf.
- Suteria DC.
- Tapogomea Aubl.
- Trevirania Heynh.
- Trigonopyren Bremek.
- Uragoga Baill.